# 杨村镇 (定兴县)
杨村镇，是中华人民共和国河北省保定市定兴县下辖的一个乡镇级行政单位。

## 行政区划
杨村镇下辖以下地区：
杨村、五柳庄村、卷子村、西重楼村、南重楼村、房家庄村、北重楼村、南谢村、北谢村、杨家庄村、西里村、张里村、老里村、西各庄村、东赵村、西赵村、北寨村、南寨村、南冬村、姚家庄村、吴家庄村和南辛庄村。